# Breșa Basarabeană
Breșa Basarabeană (sau Poarta Basarabeană, găsită și sub numele de Poarta Moldovenească – în limba poloneză Brama Moldawska, în engleză Bessarabian Gap) este din perspectivă geostrategică⁠(en)[traduceți] un punct cheie de acces și de transport înspre și dinspre Câmpia Rusă, aflat la nord-est de Câmpia Română. Are o lungime de circa 200 km și include câmpiile dintre sfârșitul arcului carpatic nordic și partea de nord-est a Mării Negre, având în centru orașul Galați. 
Ocolind Munții Carpați, reprezintă o zonă tradițională atât cu roluri de transfer al influențelor civilizaționale și de cale comercială între Regiunea Baltică și Orient prin zona Balcanilor, cât și cu rol de coridor de invazie bidirecțională între Rusia și statele balcanice, oferind astfel acces spre Europa Centrală și Europa de Sud.
În istorie, a reprezentat sediul geografic al unui mare număr de conflicte între puterile europene, Imperiul Otoman și Rusia.

## Structură
Aflată la nord-est de Câmpia Română, Breșa Basarabeană include câmpiile dintre sfârșitul arcului carpatic nordic și partea de nord-est a Mării Negre (chiar la nord de Delta Dunării, practic locul în care Marea Neagră aproape că se întâlnește cu Carpații). Cu o lungime de circa 200 km, are în centru orașul Galați, cu rol de nod de transport și intră în contact între arcul montan și țărmul maritim atât cu valea mlăștinoasă a Siretului cât și mai ales cu zona deltaică dunăreană.
Cele două rute care ocolesc acest arc montan sunt de mult timp ruta nordică, de-a lungul Mării Baltice prin Câmpia Europei de Nord și traseul basarabean, pe la Marea Neagră. Controlul spațiului situat în zona sudică asigură controlul rutei sud-estice [spre Câmpia Rusă] și respectiv sensul de deplasare al armatelor prin acest coridor de mobilitate militară⁠(en)[traduceți].
Împreună cu Câmpia Europei de Nord reprezintă singurele coridoare de transport est-vest, din Europa.
Odată intrat în breșă, unui eventual inamic din Asia, odată ce trece de Poarta Focșanilor, i se deschid în față Europa Centrală și cea de Sud.

Extinderea aproximativă a Câmpiei Europei de Est.

## Rol
Este, din perspectivă geostrategică, un punct cheie de acces în Câmpia Rusă și reprezintă o rută de transport cheie între Europa și Rusia, care, ocolește Munții Carpați. Aceasta determină ca Federația Rusă să fie interesată în controlul militar al acestei zone.
Este de remarcat că, prin controlul tuturor punctelor de acces în Câmpia Rusă (Breșa Tien-Altay, Coridorul Asiei Centrale, cele două zone de coastă din Caucaz, Crimeea, Breșa Basarabeană, Breșa Poloneză, coasta Mării Baltice și coasta Mării Albe), Rusia ar avea capacitatea de a-și concetra în mod strategic forțele, folosindu-se de particularitățile geografice ca apărare împotriva potențialelor invazii.
Se află, de asemenea în apropierea portului strategic de la Odesa și a peninsulei Crimeea, unde se află sediul Flotei Ruse a Mării Negre și este locația unui coridor al rețelei energetice situat dintre Rusia, Europa și Turcia.

## Istoric
În istorie, a reprezentat sediul geografic al unui mare număr de conflicte între puterile europene, Imperiul Otoman și Rusia.
Prin Breșa Basarabeană au penetrat influențele civilizaționale și comerciale ale Imperiului Bizantin, fiind ulterior sediu de transfer al influențelor din Orient și zona Balcanilor pe calea Imperiului Otoman și de comunicație spre nord și nord-vest cu teritoriul Commonwealth-ului Polono–Lituanian și Regiunea Baltică. Atât Breșa Basarabeană cât și mai ales accesul asociat acesteia spre Marea Neagră prin intermediul porturilor Chilia și Cetatea Albă, alături de pasajul dintre Marea Neagră și valea Dunării au reprezentat un subiect de interes al conducătorilor polono-lituanieni. Ca și consecință, traseele  militare de comunicație care duceau spre respectivul pasaj strategic au devenit sedii ale unor bătălii care, au vizat controlul acestuia în interdependență cu linia Nistrului, desfășurate la Codrii Cosminului, în pădurile Bucovinei, la Suceava, Hotin, Camenița și Țuțora).
Deoarece Dunărea nu a reprezentat o barieră impracticabilă, rutele care uneau Breșa Basarabeană cu statul polonez medieval au fost adaptate în consecință, precum drumul care ducea spre Liov prin Halici.
Regiunea s-a constituit într-o rută tradițională de invazie, atât [a Rusiei] dinspre sud-vest, cât și a statelor balcanice [dinspre nord-est]. Combinația dintre locația care permitea concentrare propriilor forțe, astfel încât să poată fi reținută orice altă forță care ar fi putut veni direct din stepele Eurasiei, natura defensivă de Deltei Dunării și puterea navală proprie, a determinat ca arealul respectiv să reprezinte o poziție defensivă extrem de valoroasă, pentru Imperiul Otoman.
Controlul tuturor celor 9 puncte cheie consemnate mai sus a fost anterior deținut de către Uniunea Sovietică, doar două dintre acestea rămânând în 1992 sub controlul Federației Ruse, după disoluția statului sovietic.
În spațiul postsovietic, Breșa Basarabeană a fost locul unde Rusia a lansat una dintre primele sale misiuni militare de după 1992, asigurându-și controlul Republicii Moldova prin intermediul susținerii independenței Transnistriei și prin staționarea unei garnizoane militare în regiune.
În anul 2014, anexarea Crimeei a readus sub control încă una dintre respectivele zone. Conform expertului în geopolitică și studii strategice Peter Zeihan⁠(en)[traduceți], Cucerirea Ucrainei de către Rusia, în prezent, este doar o etapă în obținerea de către Rusia a controlului asupra altor puncte de acces, precum Breșa Poloneză și Breșa Basarabeană, deoarece Ucraina se află în calea acesteia spre cele două zone critice din punct de vedere geostrategic pentru reconstrucția statului imperial rus. Pentru a controla în integralitatea ei Breșa Basarabeană, Rusia are nevoie să controleze și zona moldovenească (de nord-est) a României, pe unde, frecvent în trecut au avut loc invazii turcești.